# Banova draga (arheološko nalazište)
Banova draga, arheološko nalazište u Bajagiću, na području Grada Sinja, zaštićeno kulturno dobro

## Opis
Vrijeme nastanka je od 8. do 9. stoljeća. Prigodom proširivanja mjesnog groblja u Bajagiću, na položaju Banova draga, nedaleko župne crkve sv. Nikole Putnika slučajno su otkriveni ranosrednjovjekovni grobovi. Položaj nije arheološki istražen. U grobovima su pronađeni različiti prilozi: keramičke posude, strelice, ostruge, noževi, koplja i srpovi. S obzirom na nalaze s velikom se vjerojatnošću može pretpostaviti da je riječ o grobovima s poganskim načinom pokapanja.

## Zaštita
Pod oznakom Z-5025 zavedeno je kao nepokretno kulturno dobro - pojedinačno, pravna statusa zaštićena kulturnog dobra, klasificirano kao "arheološka baština".